# Andriej Abrikosow

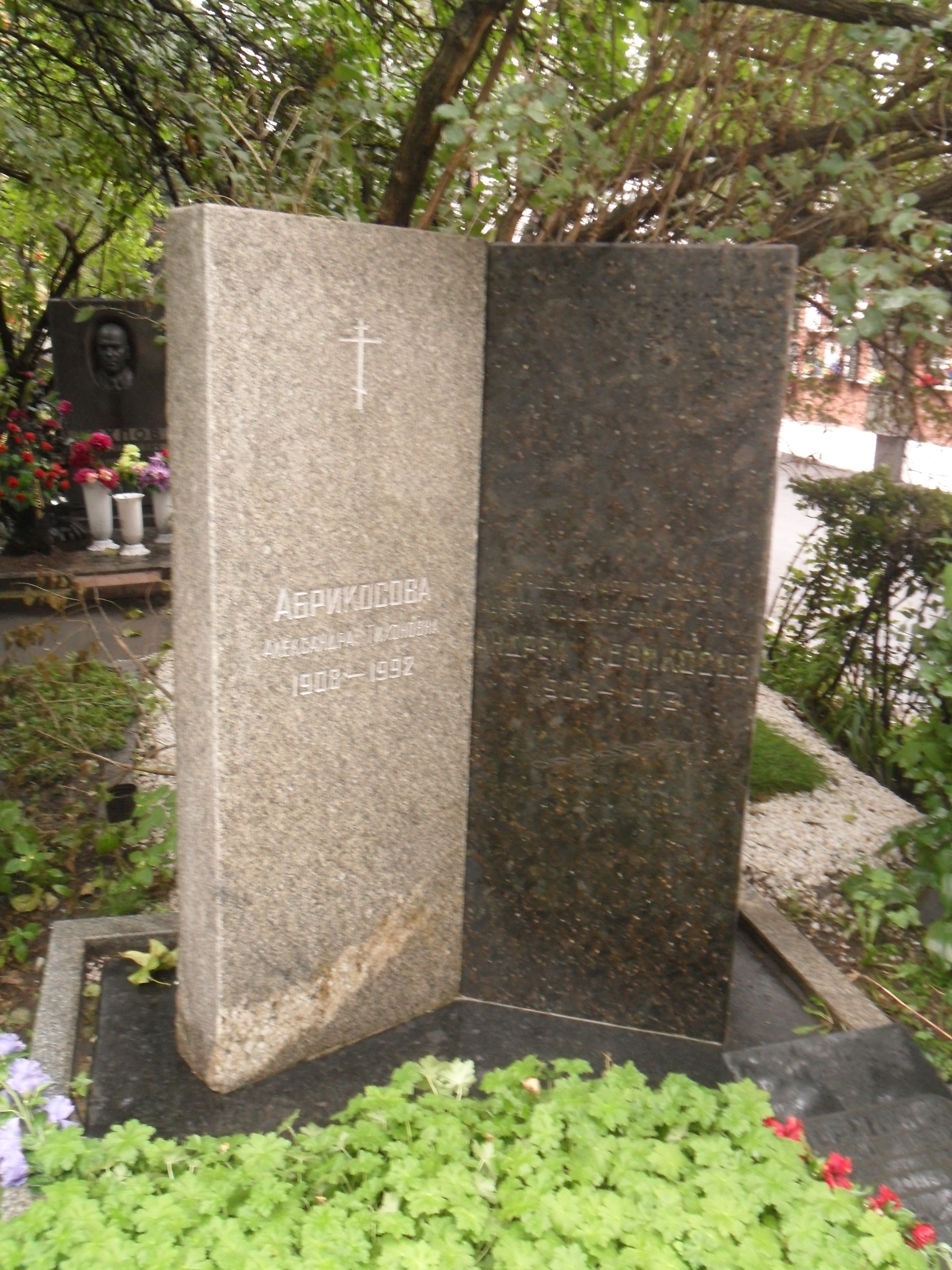
Grób Andrieja Abrikosowa na Cmentarzu Nowodziewiczym w Moskwie

Andriej Lwowicz Abrikosow (ros. Андрей Львович Абрикосов, Andriej Lwowicz Abrikosow; ur. 1 listopada?/14 listopada 1906 w Symferopolu, zm. 21 października 1973 w Moskwie) – radziecki aktor filmowy i teatralny. W 1941 roku otrzymał Nagrodę Stalinowską za film Aleksander Newski. Jego syn, Grigorij, także był aktorem.

## Życiorys
Debiutował w wieku 20 lat. W latach 1931–1937 pracował w teatrze Riealisticzeskim w Moskwie, następnie w teatrze im. Wachtangowa.
Debiutował w 1931 roku w filmie Cichy Don grając Grigorija Mielechowa. Rola przyniosła mu znaczną popularność. Początkowo tworzył głównie wyraziste, czarne charaktery, m.in. w Wrogich ścieżkach (1935) i Legitymacji partyjnej (1936). Często występował także w rolach radzieckich patriotów, socrealistycznych ludzi czynu, grając m.in. naczelnika hali fabrycznej (Turbina 50 000, 1932), czekistę Michajłowa (Wysoka nagroda, 1939), lotnika Szirokowa (Piąty ocean, 1940) i generała Kriwienkę (Wielki przełom, 1945).
Kolejny raz zmienił swoje emploi za sprawą dwóch filmów historycznych Siergieja Eisensteina. Wystąpił w Iwanie Groźnym (1944-1946) i Aleksandrze Newskim (1938).
Pochowany na moskiewskim Cmentarzu Nowodziewiczym.

## Filmografia
- 1930: Cichy Don jako Grigorij Mielechow
- 1932: Turbina 50 000 jako inżynier Paweł Ilin, szef wydziału
- 1935: Miłość i nienawiść
- 1935: Wrogie ścieżki
- 1936: Legitymacja partyjna jako Paweł Kurganow
- 1938: Aleksander Newski jako Gawrilo Oleksicz
- 1939: Wysoka nagroda jako Michajłow
- 1940: Piąty ocean jako Szirokow
- 1944: Iwan Groźny jako bojar Fiodor Koliczew
- 1945: Wielki przełom jako generał Kriwienko
- 1949: Alitet ucieka w góry
- 1950: Upadek Berlina jako generał Antonow
- 1958: Iwan Groźny: Spisek bojarów jako metropolita Filip (wcześniej Fiodor Kołyczow)
- 1965: Blask odległej gwiazdy jako generał Osokin
- 1968: Bracia Karamazow jako Samsonow
- 1972: Rusłan i Łudmiła jako książę Władimir

## Nagrody i odznaczenia
- Nagroda Stalinowska (1941)
- Zasłużony Artysta RFSRR (1946)
- Ludowy Artysta RFSRR (1952)
- Ludowy Artysta ZSRR (1968)

Źródło: